# Đảng Cánh tả Thống nhất Belarus "Vì một thế giới công bằng"
Đảng Cánh tả Thống nhất Belarus "Vì một thế giới công bằng" tiếng Belarus: Беларуская партыя аб'яднаных левых "Справядлівы сьвет", tiếng Nga: Белорусская партия объединённых левых «Справедливый мир» (trước tháng 10 năm 2009 mang tên là Đảng của những người Cộng sản Belarus (tiếng Belarus: Партыя камуністаў Беларусі, Partyja Kamunistau Bielarusi, tiếng Nga: Партия коммунистов Белоруссии, Partiya Kommunistov Belorussii, PKB), là một đảng chính trị cánh tả ở  Belarus có xu hướng đối lập với chính quyền của Tổng thống Aliaksandr Ryhoravič Lukašenka.
Đảng được thành lập vào năm 1991 với cái tên Đảng của những người Cộng sản Belarus, trong tình hình Xô Viết tối cao Belarus ban hành lệnh cấm tạm thời hoạt động của Đảng Cộng sản. Sau đó Đảng của những người Cộng sản Belarus và nhanh chóng trở thành một trong những đảng lớn trên chính trường Belarus. Trong kỳ Bầu cử quốc hội Belarus năm 1995, Đảng giành được 44 ghế trong Quốc hội. Năm 1996, một bộ phận của Đảng tách ra và thành lập Đảng Cộng sản Belarus có xu hướng ủng hộ chính phủ của Tổng thống Lukašenka. Lãnh đạo của Đảng của những người Cộng sản Belarus từ năm 1994 trở đi là Siargei Ivanovich Kaljakin. Phó chủ tịch của Đảng là Aliakseii Barisavich Eliseev, Anatoli Vladzimiravich Lashkevich, Alena Mikalaevna Scriggan, Valerii Pyatrovich Uhnalou.
Đảng bị xem là một tổ chức có xu hướng "thân phương Tây" Mục tiêu của Đảng là: "Liên minh và phát triển lực lượng chính trị của tầng lớp lao động làm thuê, loại trừ mọi hình thức bóc lột và xây dựng một xã hội công bằng, không có giai cấp.".
В июле 2006 года часть членов ПКБ приняла участие в совместном с КПБ восстановительном съезде.. Руководство партии во главе с С. Калякиным оспорило в суде освещение данного съезда..
Trong cuộc Bầu cử Quốc hội Belarus năm 2004 Đảng của những người Cộng sản Belarus nằm trong Liên minh Nhân dân 5+ (Narodnaja Kaalicyja Piaciorka Plus), liên minh này không giành được ghế nào trong quốc hội. These elections fell significantly short of OSCE commitments according to the OSCE/ODIHR Election Observation Mission. Các nguyên tắc và quyền (được hiến pháp thừa nhận) phát biểu ý kiến, lập hội, lập đảng bị vi phạm và điều này dẫn đến nghi vấn về việc liệu chính quyền Belarus có thực sự tôn trọng sự công bằng trong việc tranh cử hay không.
Vào tháng 2 năm 2007, S. I. Kaljakin thăm Hoa Kỳ và gặp các thành viên của Quốc hội Hoa Kỳ, các quan chức của Bộ Ngoại giao Hoa Kỳ và đại diện của các tổ chức phi chính phủ để thảo luận về cách mà Hoa Kỳ có thể gây ảnh hưởng lên những chuyển biến trong lòng đất nước Belarus. Đồng thời, S. I. Kaljakin cho rằng Hoa Kỳ, Liên minh châu Âu và Nga cần phải hợp tác để cùng đề ra một chính sách chung đối với Belarus.
Từ tháng 5 năm 2007, S. I. Kaljakin, Vintsuk Vyachorka (Đảng Mặt trận Nhân dân Belarus), Anatoly Lyavkovich (Đảng Xã hội Dân chủ Belarus (Hội nghị)) và Anatoly Lyabedzka (Đảng Dân sự Thống nhất Belarus) là thành viên của Hội đồng Chính trị của Lực lượng Dân chủ Thống nhất Belarus.
Vào ngày 2 tháng 8 năm 2007, Đảng bị chính phủ Belarus cấm trong vòng 6 tháng do xuất bản báo chí trái phép. Vào ngày 4 tháng 1 năm 2008, Đảng của những người Cộng sản Belarus đứng trước nguy cơ bị chính phủ giải tán. Tuy nhiên vào tháng 1 năm 2008 Bộ Tư pháp Belarus đã đề nghị Tòa án Tối cao hoãn việc thi hành giải tán Đảng và đến tháng 2 năm 2008 thì Đảng đã hoạt động trở lại.
Vào tháng 10 năm 2009, Đảng của những người Cộng sản Belarus gia nhập Đảng Cánh tả châu Âu.
Ngày 16 tháng 5 năm 2009, Đảng của những người Cộng sản Belarus tổ chức Đại hội thứ 14 (bất thường). Ngày 23 Đại hội thảo luận về vấn đề quản lý và vấn đề đổi tên Đảng. Một số tên mới của Đảng đã được đề xuất: Đảng Cánh tả Belarus, Đảng Dân chủ và Công bằng, Đảng "Chính sách mới", Đảng Quả táo, Đảng "Công bằng và Dân chủ", Đảng "Vì một nền hòa bình chân chính". Vào tháng 11 năm 2009, Đảng đổi tên lại thành Đảng Cánh tả Thống nhất Belarus "Vì một nền hòa bình chân chính".